# مطحنة الحبوب

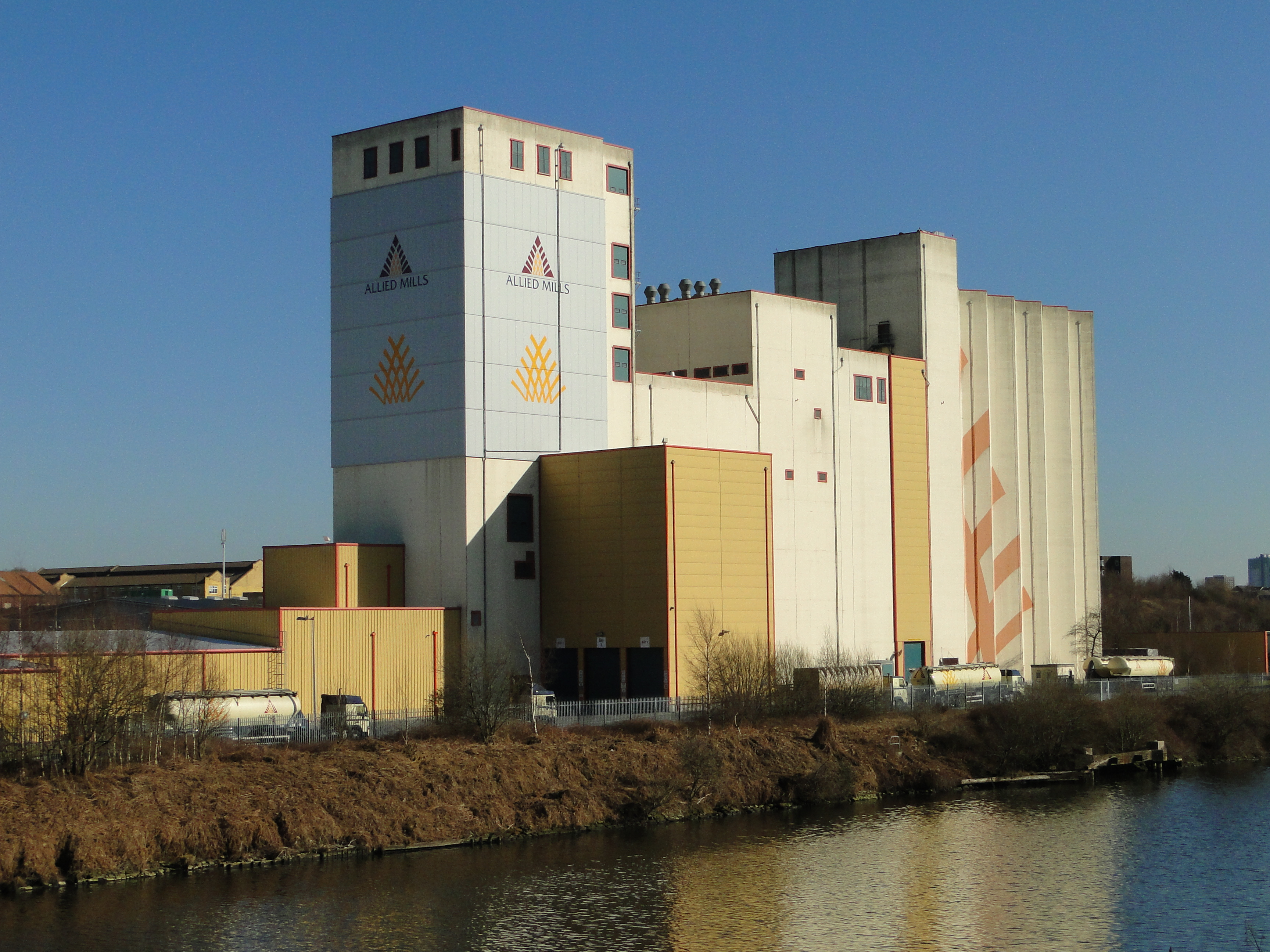

مطحنة حبوب هي آلة أو منشأة تُستخدم لتحويل الحبوب المختلفة، مثل القمح أو الذرة أو الشعير، إلى منتجات أساسية كالدقيق أو الأعلاف. تُعرف أيضًا بأسماء متعددة مثل مطحنة الذرة أو مطحنة الأعلاف، وتتمثل وظيفتها الرئيسية في طحن الحبوب لاستخراج الدقيق أو تصنيع مواد وسيطة تُستخدم في الغذاء أو العلف الحيواني.
تُجرى عملية الطحن بعد فصل الحبوب عن قشورها بعناية، مما يجعلها جاهزة للطحن بكفاءة. يمكن أن تكون المطحنة عبارة عن آلية بسيطة تُدار يدويًا، أو نظامًا متقدمًا يعتمد على الكهرباء والآلات الحديثة. قد يشير المصطلح أيضًا إلى المبنى الذي يضم الآليات المستخدمة في الطحن.

## تاريخ

#### التاريخ المبكر

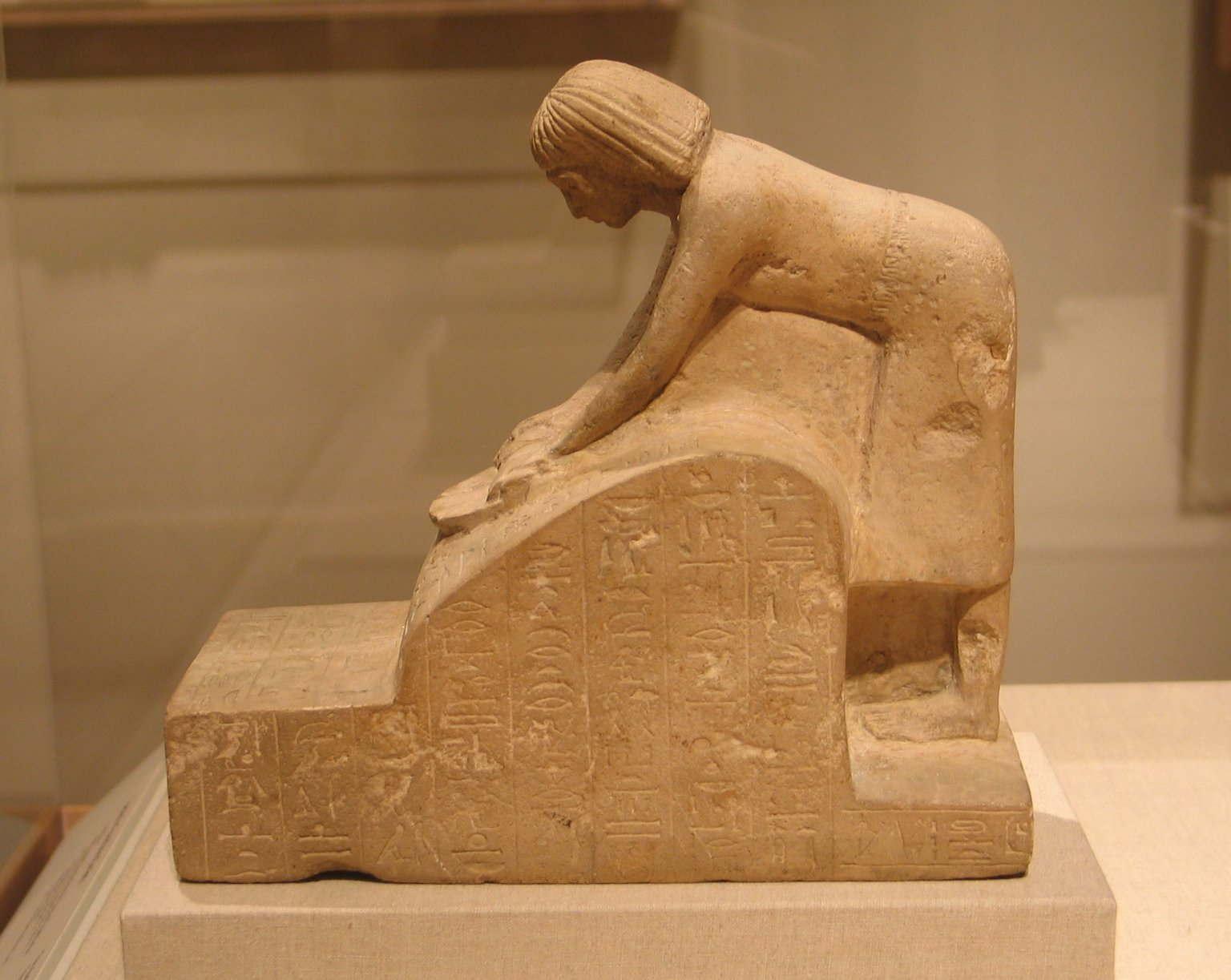

ذكر الجغرافي اليوناني سترابو في كتابه الجغرافيا أن طاحونة حبوب تعمل بالماء كانت موجودة بالقرب من قصر الملك ميثراداتس السادس يوباتور في كابيرا ، آسيا الصغرى ، قبل عام 71 قبل الميلاد.
كانت المطاحن المبكرة تحتوي على عجلات مجداف أفقية، وهو الترتيب الذي أصبح يُعرف فيما بعد باسم "العجلة النوردية"، حيث تم العثور على العديد منها في الدول الاسكندنافية. تم ربط عجلة المجداف بعمود كان، بدوره، متصلاً بمركز حجر الرحى المسمى "حجر العداء". انتقلت قوة الدوران التي تنتجها المياه على المجاديف مباشرة إلى حجر العداء، مما تسبب في احتكاكه بـ سرير ثابت، وهو حجر ذو حجم وشكل مماثل. لم يتطلب هذا الترتيب البسيط أي تروس، ولكن كان له عيب وهو أن سرعة دوران الحجر كانت تعتمد على حجم وتدفق المياه المتاحة، وبالتالي كان مناسبًا فقط للاستخدام في المناطق الجبلية ذات الجداول سريعة التدفق. كما أن هذا الاعتماد على حجم وسرعة تدفق المياه يعني أيضًا أن سرعة دوران الحجر كانت متغيرة للغاية ولم يكن من الممكن دائمًا الحفاظ على سرعة الطحن المثلى.
كانت العجلات العمودية مستخدمة في الإمبراطورية الرومانية بحلول نهاية القرن الأول قبل الميلاد، وقد وصفها فيتروفيوس. تعتبر الطاحونة الدوارة "واحدة من أعظم اكتشافات الجنس البشري". كانت وظيفة تتطلب مجهودًا بدنيًا كبيرًا بالنسبة للعمال، حيث كان العمال العبيد يعتبرون مختلفين قليلاً عن الحيوانات، وقد تم تصوير بؤسهم في الأيقونات وفي الحمار الذهبي لأبوليوس. ربما كانت ذروة التكنولوجيا الرومانية هي قناة باربيجال المائية والطاحونة حيث كانت المياه تتدفق بارتفاع 19 مترًا وتدفع ستة عشر عجلة مائية، مما يعطي قدرة طحن تقدر بنحو 28 طنًا في اليوم. يبدو أن طواحين المياه ظلت قيد الاستخدام خلال فترة ما بعد الرومان. تم استخدام المطاحن التي يتم تشغيلها يدويًا باستخدام عمود مرفقي وقضيب توصيل في عهد أسرة هان الغربية.
كان هناك توسع في طحن الحبوب في الإمبراطورية البيزنطية وبلاد فارس الساسانية منذ القرن الثالث الميلادي فصاعدًا، ثم التوسع الواسع النطاق في منشآت طحن المصانع واسعة النطاق في جميع أنحاء العالم الإسلامي منذ القرن الثامن فصاعدًا.  تم بناء مطاحن الحبوب ذات التروس في الشرق الأدنى وشمال إفريقيا في العصور الوسطى، والتي كانت تستخدم لطحن الحبوب والبذور الأخرى لإنتاج الوجبات . كانت طواحين الحبوب في العالم الإسلامي تعتمد على الماء والرياح. تم بناء أول طواحين الحبوب التي تعمل بطاقة الرياح في القرنين التاسع والعاشر في ما يعرف الآن بأفغانستان وباكستان وإيران. كانت مدينة بلبيس المصرية تضم مصنعًا لمعالجة الحبوب ينتج ما يقدر بنحو 300 طن من الدقيق والحبوب يوميًا.
منذ أواخر القرن العاشر فصاعدًا، كان هناك توسع في طحن الحبوب في شمال أوروبا. في إنجلترا، يعطي مسح دومسداي لعام 1086 إحصاءًا دقيقًا لمطاحن الدقيق التي تعمل بالمياه في إنجلترا: كان هناك 5624، أو حوالي طاحونة واحدة لكل 300 نسمة، وكان هذا على الأرجح نموذجيًا في جميع أنحاء غرب وجنوب أوروبا. منذ ذلك الوقت فصاعدا، بدأ استخدام عجلات المياه لأغراض أخرى غير طحن الحبوب. في إنجلترا، كان عدد المطاحن العاملة يتبع النمو السكاني، وبلغ ذروته عند حوالي 17000 بحلول عام 1300.
يمكن العثور على أمثلة محدودة باقية من مطاحن الحبوب في أوروبا منذ العصور الوسطى العليا. ترتبط عجلة مائية وطاحونة حبوب محفوظتان جيدًا على نهر إيبرو في إسبانيا بدير نويسترا سينورا دي رويدا الملكي، الذي بناه الرهبان السيسترسيون في عام 1202. كان السيسترسيون معروفين باستخدامهم لهذه التقنية في أوروبا الغربية في الفترة من 1100 إلى 1350.

#### المطاحن البريطانية والأمريكية الكلاسيكية

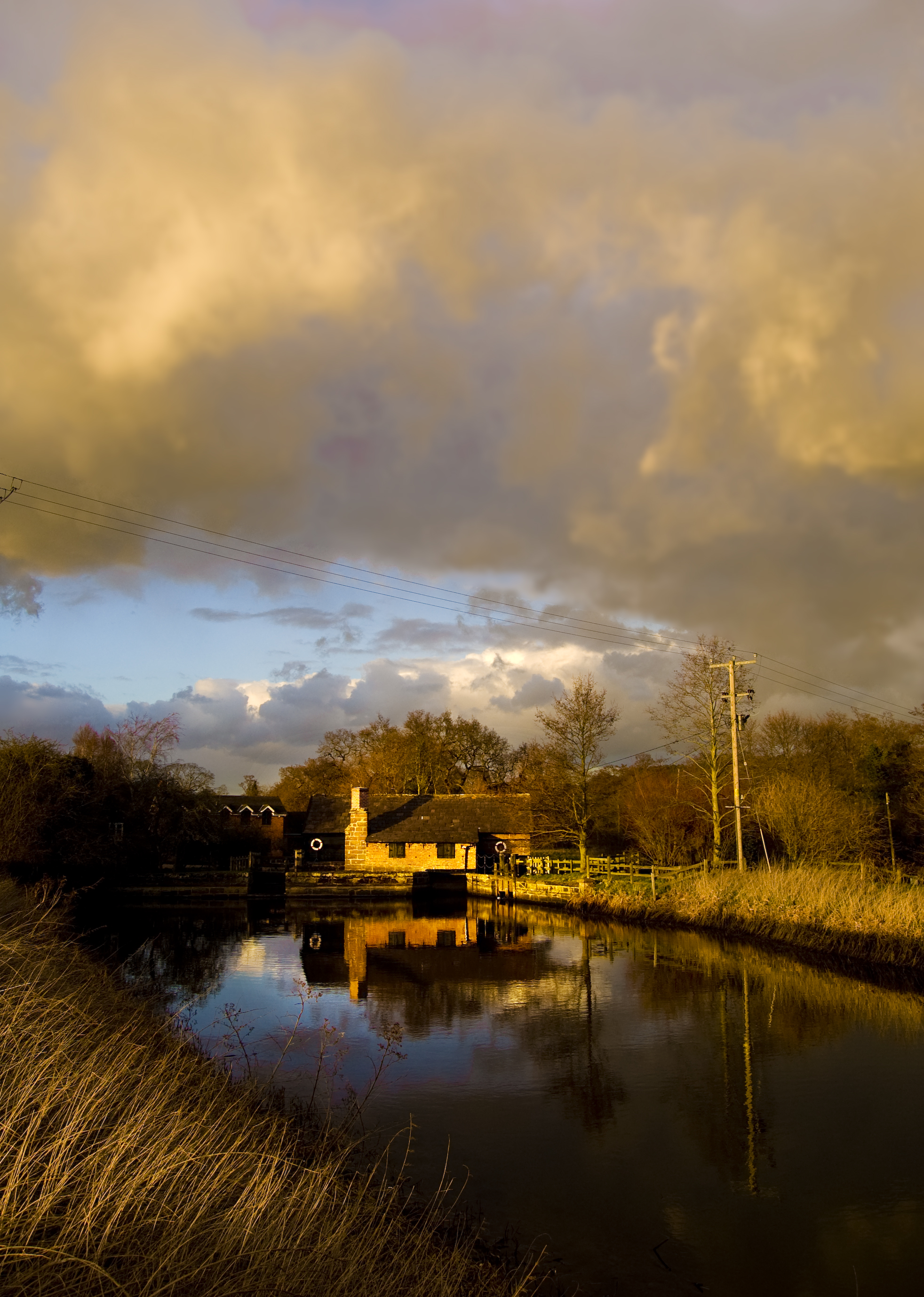

على الرغم من أن مصطلحي "مطحنة الحبوب" أو "مطحنة الذرة" يمكن أن يشيرا إلى أي مطحنة تطحن الحبوب، إلا أن المصطلحين كانا يستخدمان تاريخيًا لطاحونة محلية حيث كان المزارعون يحضرون حبوبهم الخاصة ويتلقون وجبة مطحونة أو دقيقًا، مطروحًا منها نسبة مئوية تسمى "رسوم المطاحن". كانت المطاحن المبكرة في إنجلترا تُبنى دائمًا تقريبًا من قبل اللورد المحلي للقصر وكان له الحق الحصري (حق الحصاد) في الحصول على نسبة من جميع الحبوب المعالجة في المجتمع. وفي وقت لاحق، تم دعم المطاحن من قبل المجتمعات الزراعية، وكان الطحّان يتلقى "رسوم الطحّان" بدلاً من الأجور. كانت معظم المدن والقرى تمتلك مطاحنها الخاصة حتى يتمكن المزارعون المحليون من نقل حبوبهم بسهولة إلى هناك لطحنها. كانت هذه المجتمعات تعتمد على مطاحنها المحلية حيث كان الخبز يشكل جزءًا أساسيًا من النظام الغذائي.
تعتمد تصميمات المطاحن الكلاسيكية عادة على الطاقة المائية، على الرغم من أن بعضها يعمل بالطاقة الهوائية أو الماشية. في طاحونة مائية يتم فتح بوابة السد للسماح للماء بالتدفق فوق أو تحت عجلة مائية لتدويرها. في معظم طواحين المياه، تم تركيب دولاب المياه بشكل عمودي، أي على الحافة، في الماء، ولكن في بعض الحالات تم محاذاته أفقيًا (عجلة الحوض وما يسمى بالعجلة النورسية ). وتضمنت التصميمات اللاحقة توربينات أفقية مصنوعة من الفولاذ أو الحديد الزهر، والتي تم في بعض الأحيان إعادة تركيبها في مطاحن العجلات القديمة.
في معظم المطاحن ذات العجلات، يتم تثبيت دولاب تروس كبير يسمى دولاب الحفرة على نفس المحور مثل دولاب المياه، وهذا يدفع دولاب تروس أصغر، دولاب المياه، على عمود نقل رئيسي يعمل عموديًا من أسفل المبنى إلى أعلى المبنى. يضمن نظام التروس هذا أن يدور العمود الرئيسي بشكل أسرع من عجلة المياه، والتي تدور عادةً بسرعة حوالي 10 دورة في الدقيقة.

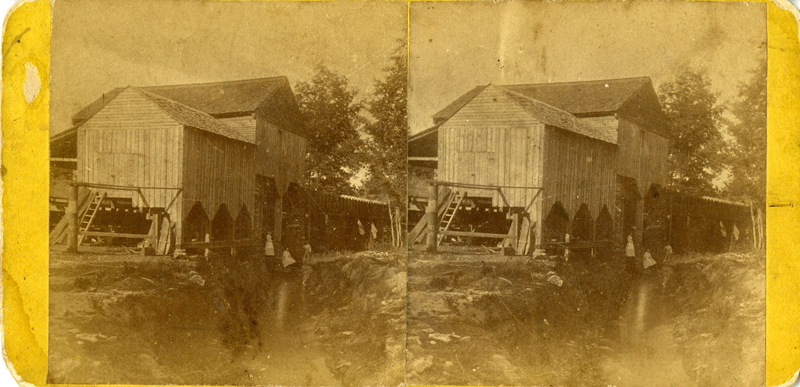

تدور أحجار الرحى نفسها بسرعة 120 دورة في الدقيقة تقريبًا. يتم وضعهم واحدا فوق الآخر. يتم تثبيت الحجر السفلي، والذي يسمى السرير ، على الأرض، بينما يتم تثبيت الحجر العلوي، والذي يسمى المجرى ، على محور منفصل، يتم تشغيله بواسطة العمود الرئيسي. يتم ربط المغزل الرئيسي بالعمود الرئيسي بواسطة عجلة تسمى صمولة الحجر، ويمكن تحريكها بعيدًا عن الطريق لفصل الحجر وإيقافه عن الدوران، مما يسمح للعمود الرئيسي بالدوران لتشغيل آلات أخرى. وقد يشمل ذلك تشغيل منخل ميكانيكي لتنقية الدقيق، أو تدوير أسطوانة خشبية لتدوير سلسلة تستخدم لرفع أكياس الحبوب إلى أعلى بيت الطاحونة. يمكن تغيير المسافة بين الحجارة لإنتاج نوعية الدقيق المطلوبة؛ حيث يؤدي تحريك الحجارة إلى مكان أقرب إلى بعضها البعض إلى إنتاج دقيق أنعم. هذه العملية، والتي قد تكون آلية أو يتم التحكم فيها بواسطة المطاحن، تسمى بالتخريم.
يتم رفع الحبوب في أكياس إلى "أرضية الكيس" في الجزء العلوي من الطاحونة بواسطة رافعة. يتم بعد ذلك تفريغ الأكياس في صناديق، حيث تسقط الحبوب من خلال قمع إلى أحجار الرحى على "الأرضية الحجرية" أدناه. يتم تنظيم تدفق الحبوب عن طريق رجها في حوض مائل بلطف ("النعال") حيث تسقط من هناك في حفرة في وسط حجر العداء. يتم جمع الحبوب المطحونة (الدقيق) عندما تخرج من خلال الأخاديد الموجودة في حجر الجري من الحافة الخارجية للحجارة ويتم تغذيتها عبر مجرى مائي لجمعها في أكياس على الأرض أو "أرضية الدقيق". تُستخدم عملية مماثلة للحبوب مثل القمح، لصنع الدقيق، وللذرة، لصنع دقيق الذرة . ولمنع الاهتزازات الناجمة عن أحجار الرحى التي تهز المبنى، كان يتم عادة وضع الأحجار على أساس خشبي منفصل، يُعرف باسم القشرة، والذي لم يكن متصلاً بجدران الطاحونة. وقد أدى ذلك إلى عزل المبنى عن الاهتزازات القادمة من الحجارة والتروس الرئيسية، كما سمح أيضًا بإعادة تسوية الأساس بسهولة للحفاظ على أحجار الرحى أفقيًا تمامًا. تم وضع حجر الأساس السفلي في تجويف داخل القشرة، مع وضع حجر العداء العلوي فوق مستوى القشرة.

#### الطاحونة الأوتوماتيكية
أحدث المخترع الأمريكي أوليفر إيفانز ثورة في عملية تصنيع الدقيق التي تتطلب الكثير من العمالة في المطاحن المبكرة في نهاية القرن الثامن عشر عندما قام بأتمتة عملية تصنيع الدقيق. تشمل اختراعاته المصعد، وهو عبارة عن دلاء خشبية أو صفيح على حزام جلدي عمودي لا نهاية له، يستخدم لنقل الحبوب والدقيق عموديًا إلى الأعلى؛ والناقل، وهو مثقاب خشبي لتحريك المواد أفقيًا؛ وصبي القادوس، وهو جهاز لتحريك وتبريد الدقيق المطحون حديثًا؛ والمثقاب، وهو مصعد أفقي مزود بلوحات بدلاً من الدلاء (مشابه لاستخدام الناقل ولكنه أسهل في البناء)؛ والنازل، وهو حزام لا نهاية له (جلدي أو من الفلانيل) في حوض بزاوية لأسفل، يساعد الحزام على تحريك الدقيق المطحون في الحوض. الأهم من ذلك كله، أنه قام بدمج هذه العناصر في عملية مستمرة واحدة، وأصبح التصميم الشامل فيما بعد يُعرف باسم المطحنة الأوتوماتيكية (أو الآلية). وفي عام 1790 حصل على براءة الاختراع الفيدرالية الثالثة لعمليته. في عام 1795 نشر كتاب "دليل الشاب ميل-رايت وميلر" الذي وصف العملية بالكامل.
لم يستخدم إيفانز نفسه مصطلح طاحونة الحبوب لوصف طاحونة الدقيق الأوتوماتيكية الخاصة به، والتي تم تصميمها خصيصًا كطاحونة تجارية (استخدم المصطلح الأكثر عمومية "طاحونة مائية"). في كتابه، الإشارة الوحيدة لكلمة "الحبوب" (أو "الحبوب") هي للدفعات الصغيرة من الحبوب التي يحضرها المزارع ليحصل على الأرض لنفسه (ما يسمى عمومًا بالمقايضة أو الطحن المخصص). في كتابه، يصف إيفانز نظامًا يسمح بالطحن المتسلسل لهذه الحبوب، مشيرًا إلى أن "المطحنة، التي تم بناؤها على هذا النحو، قد تطحن الحبوب في النهار، وتقوم بأعمال تجارية في الليل". بمرور الوقت، أصبحت أي مطحنة دقيق صغيرة قديمة الطراز تُعرف عمومًا باسم مطحنة الحبوب (لتمييزها عن مطاحن الدقيق الكبيرة في المصانع).

#### المطاحن الحديثة

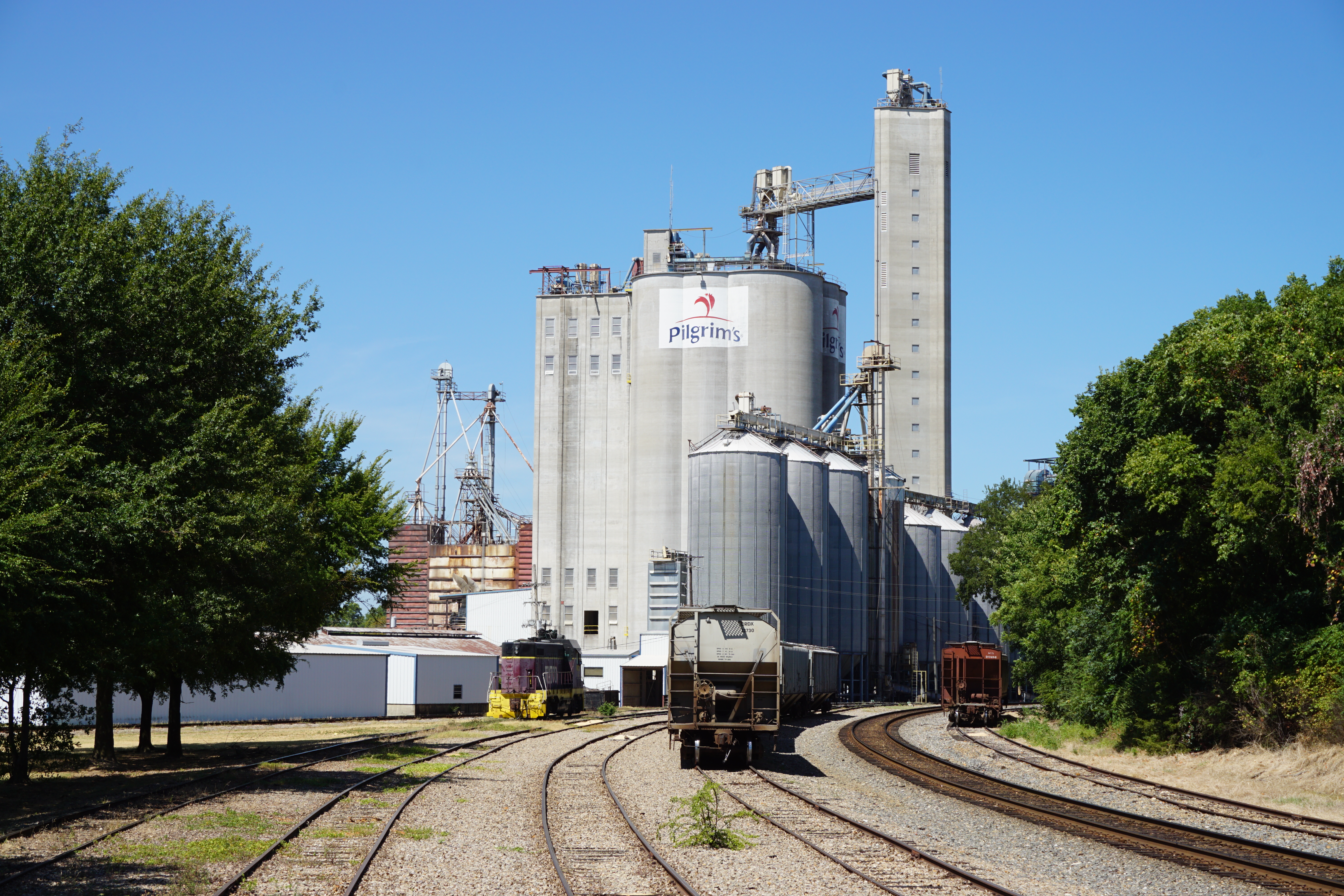

تستخدم المطاحن الحديثة عادة الكهرباء أو الوقود الأحفوري لتدوير الفولاذ الثقيل، أو الحديد الزهر، والأسطوانات المسننة والمسطحة لفصل النخالة والجنين عن السويداء. يتم طحن السويداء لإنتاج الدقيق الأبيض، والذي يمكن إعادة دمجه مع النخالة والجنين لإنتاج دقيق الحبوب الكاملة أو دقيق الجراهام. تنتج تقنيات الطحن المختلفة نتائج مختلفة بشكل واضح، ولكن من الممكن جعلها تنتج مخرجات متكافئة من الناحية الغذائية والوظيفية. يفضل العديد من الخبازين والمدافعين عن الأطعمة الطبيعية الدقيق المطحون بالحجر بسبب قوامه ونكهته الجوزية والاعتقاد بأنه متفوق من الناحية الغذائية وله جودة خبز أفضل من الدقيق المطحون بأسطوانة فولاذية. يزعم أنه نظرًا لأن الحجارة تطحن ببطء نسبيًا، فإن جنين القمح لا يتعرض لدرجات حرارة مفرطة يمكن أن تتسبب في أكسدة الدهون من جزء الجرثومة وتصبح فاسدة، مما قد يؤدي إلى تدمير بعض محتوى الفيتامينات. لقد وجد أن الدقيق المطحون بالحجر يحتوي على نسبة عالية نسبيًا من الثيامين، مقارنة بالدقيق المطحون بالأسطوانة، وخاصةً عندما يتم طحنه من القمح الصلب.
تقوم مطاحن الحبوب بطحن الحبوب "النظيفة" فقط والتي تم إزالة السيقان والقشور منها مسبقًا، ولكن تاريخيًا كانت بعض المطاحن تحتوي أيضًا على معدات للدرس والفرز والتنظيف قبل الطحن.
المطاحن الحديثة هي عادة "مطاحن تجارية" مملوكة للقطاع الخاص وتقبل المال أو تتاجر في طحن الحبوب أو مملوكة للشركات التي تشتري الحبوب غير المطحونة ثم تمتلك الدقيق المنتج.

## الآفات
من الآفات الشائعة الموجودة في مطاحن الدقيق هي عثة الدقيق المتوسطية. تنتج يرقات العثة مادة تشبه الشبكة تسد الآلات، مما يؤدي في بعض الأحيان إلى إغلاق مطاحن الحبوب.

## معرض الصور

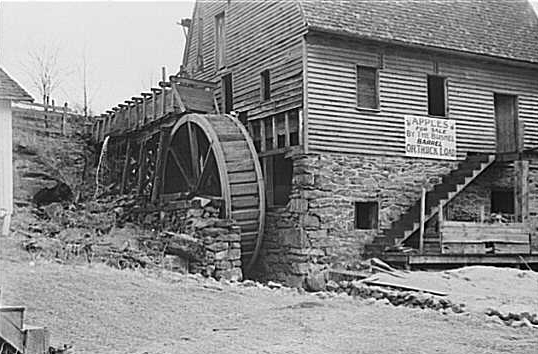
Gristmill with overshot water wheel, Skyline Drive, Virginia, 1938
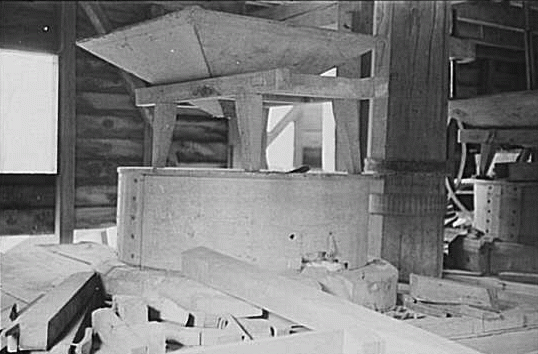
Gristmill hopper, Skyline Drive, Virginia, 1938. Grain was funneled through the hopper to a grinding stone below.
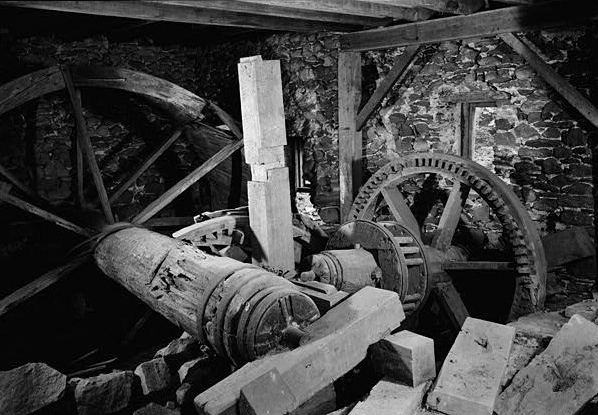
Gristmill drive machinery, Thomas Mill، Chester County, Pennsylvania
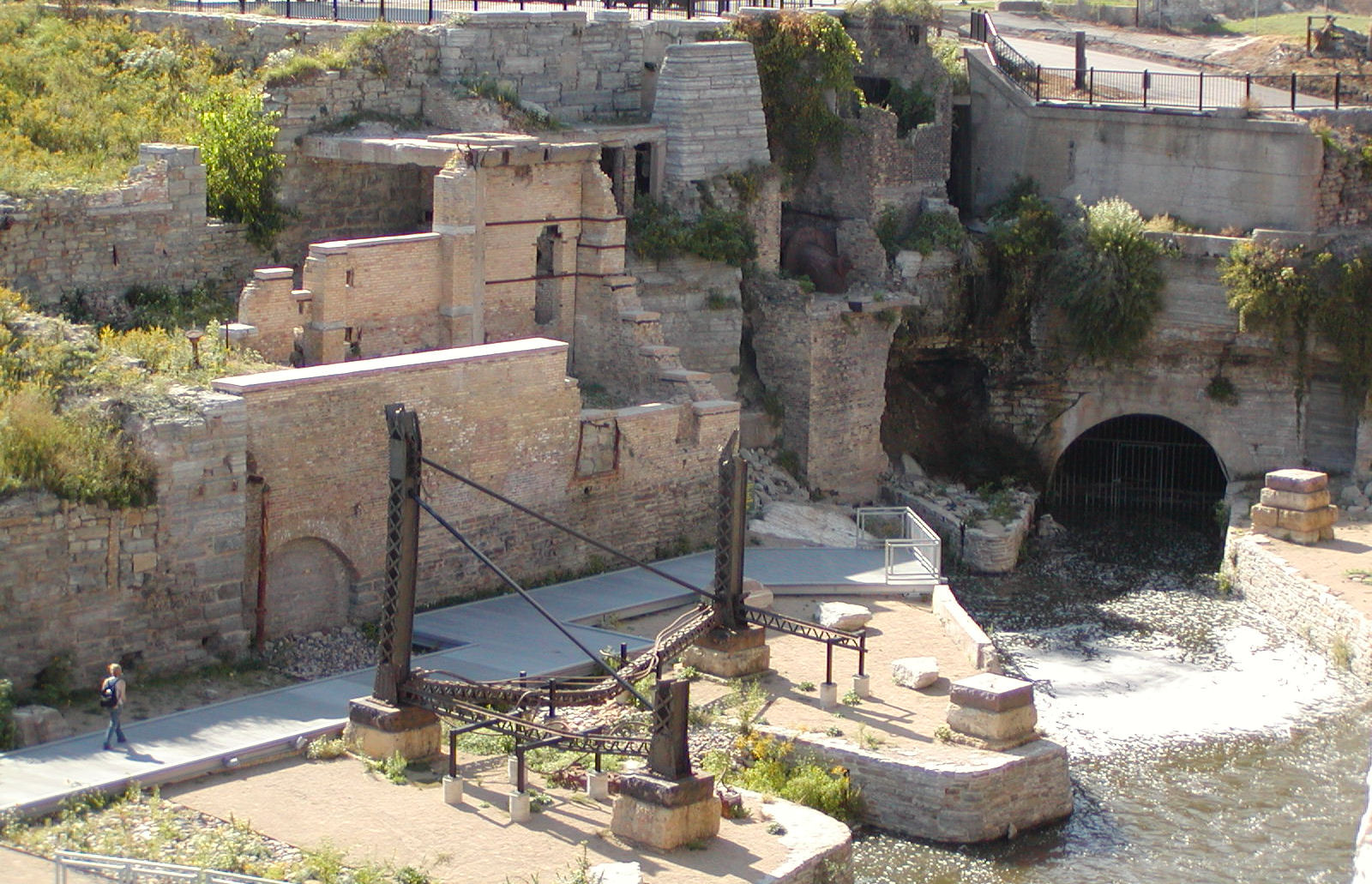
Remnants of some of the scores of flour mills built in مينيابوليس between 1850 and 1900. Note the underground Mill race that powered mills on the west side of the نهر المسيسيبي at St. Anthony Falls.
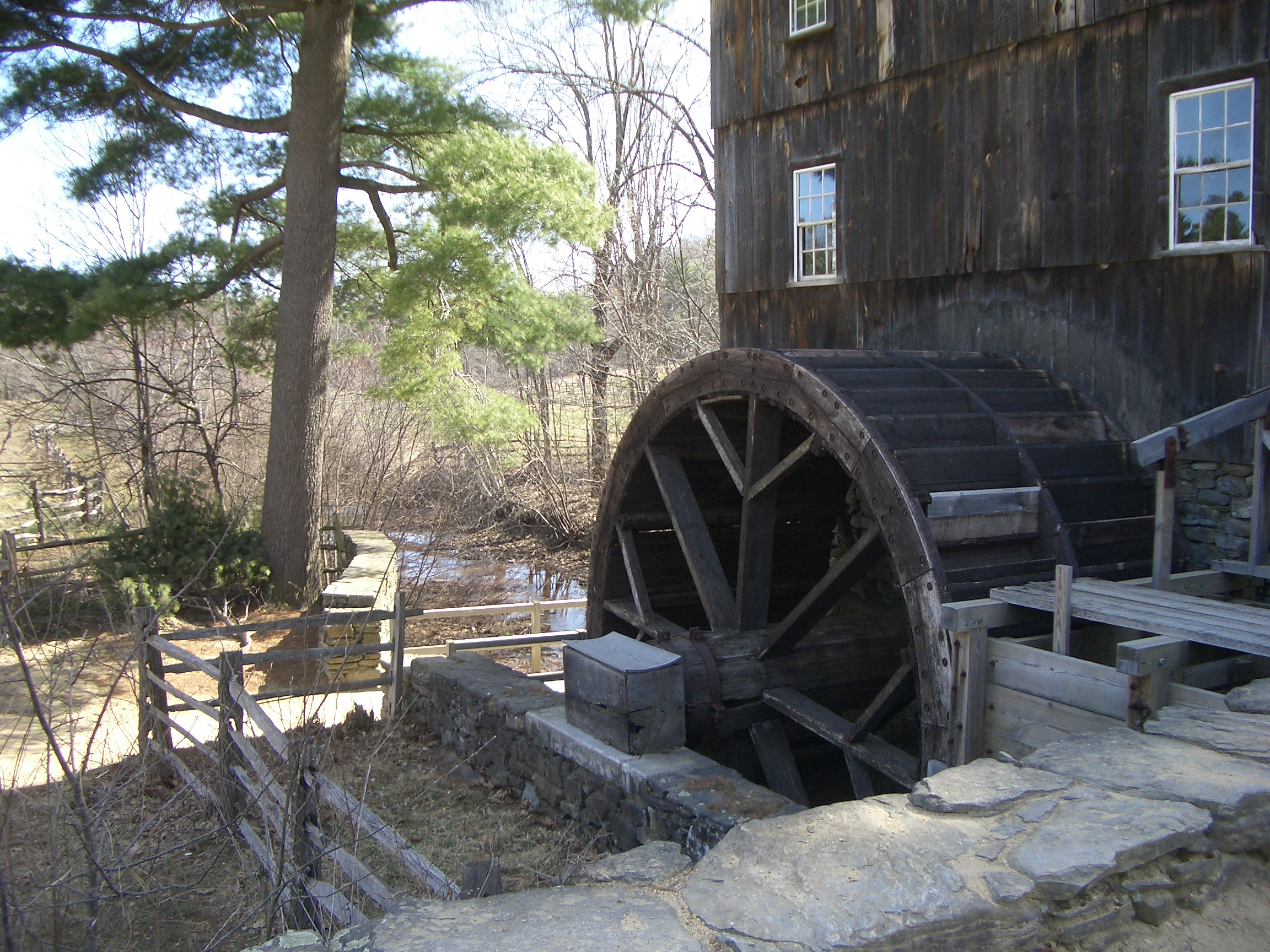
Wheel of the 1840s-era Grist Mill at Old Sturbridge Village in Sturbridge, Massachusetts
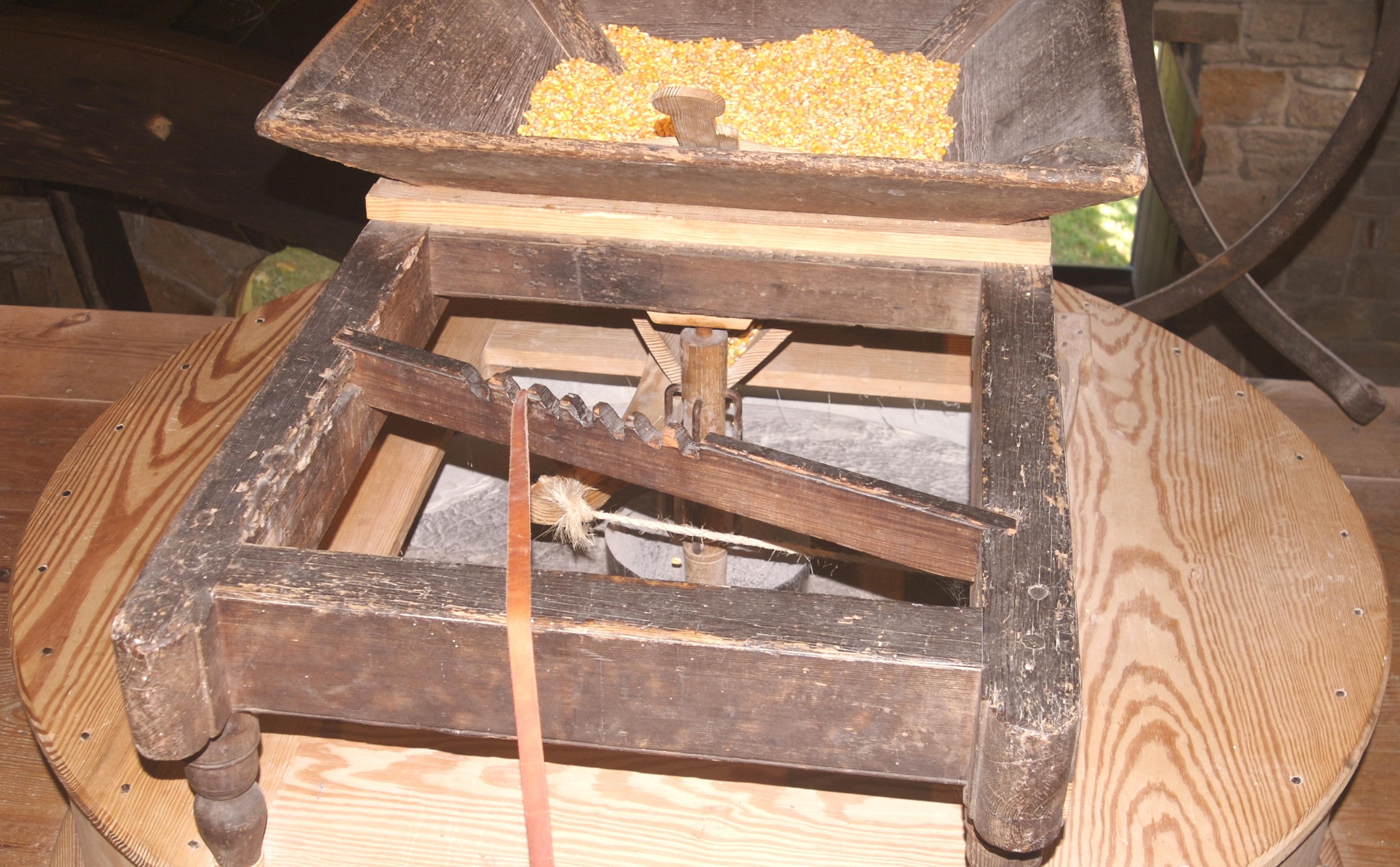
"Slipper" feeding corn into the grindstones of George Washington's Gristmill
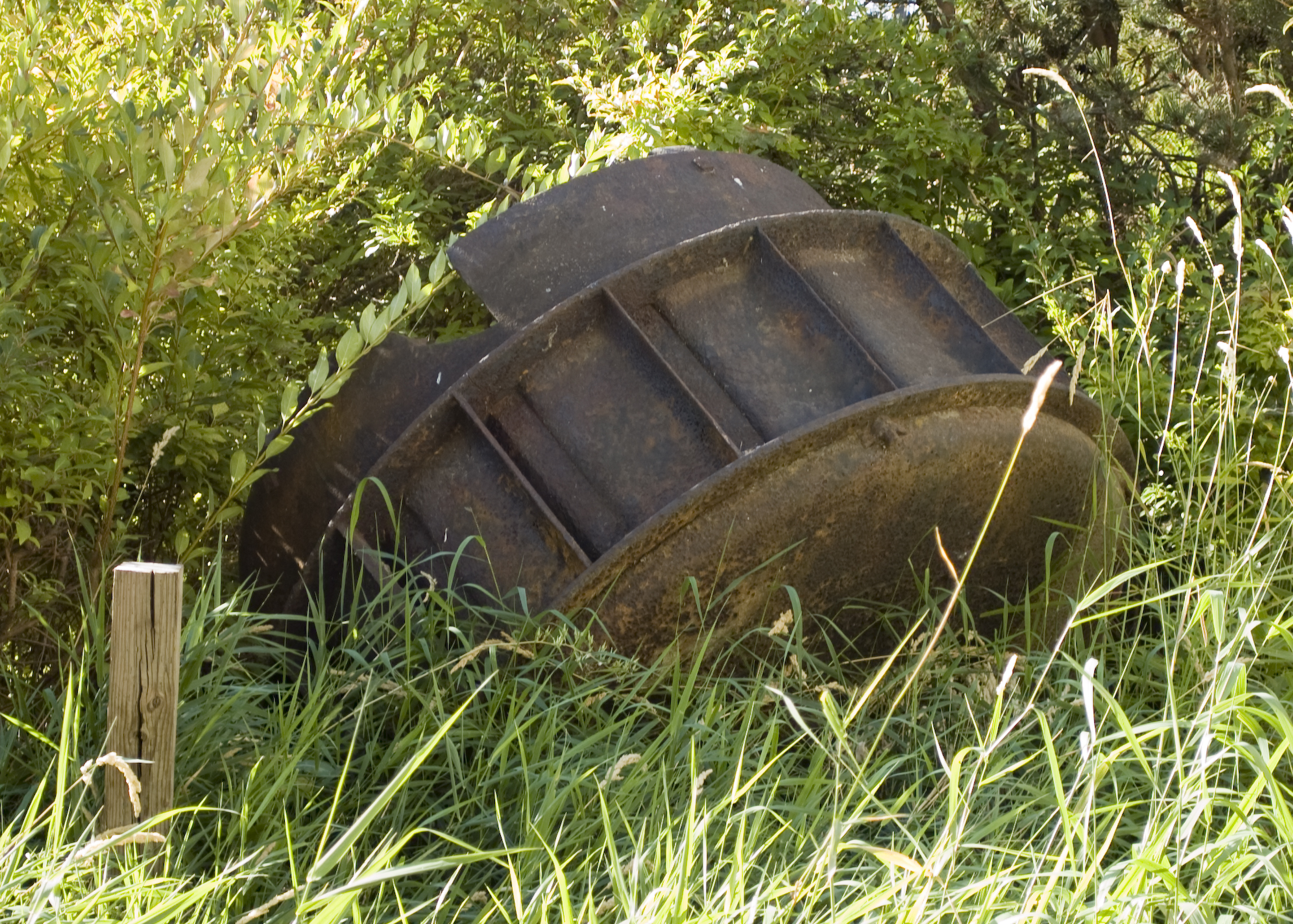
Old turbine wheel at the old grist mill in ثورب (واشنطن)
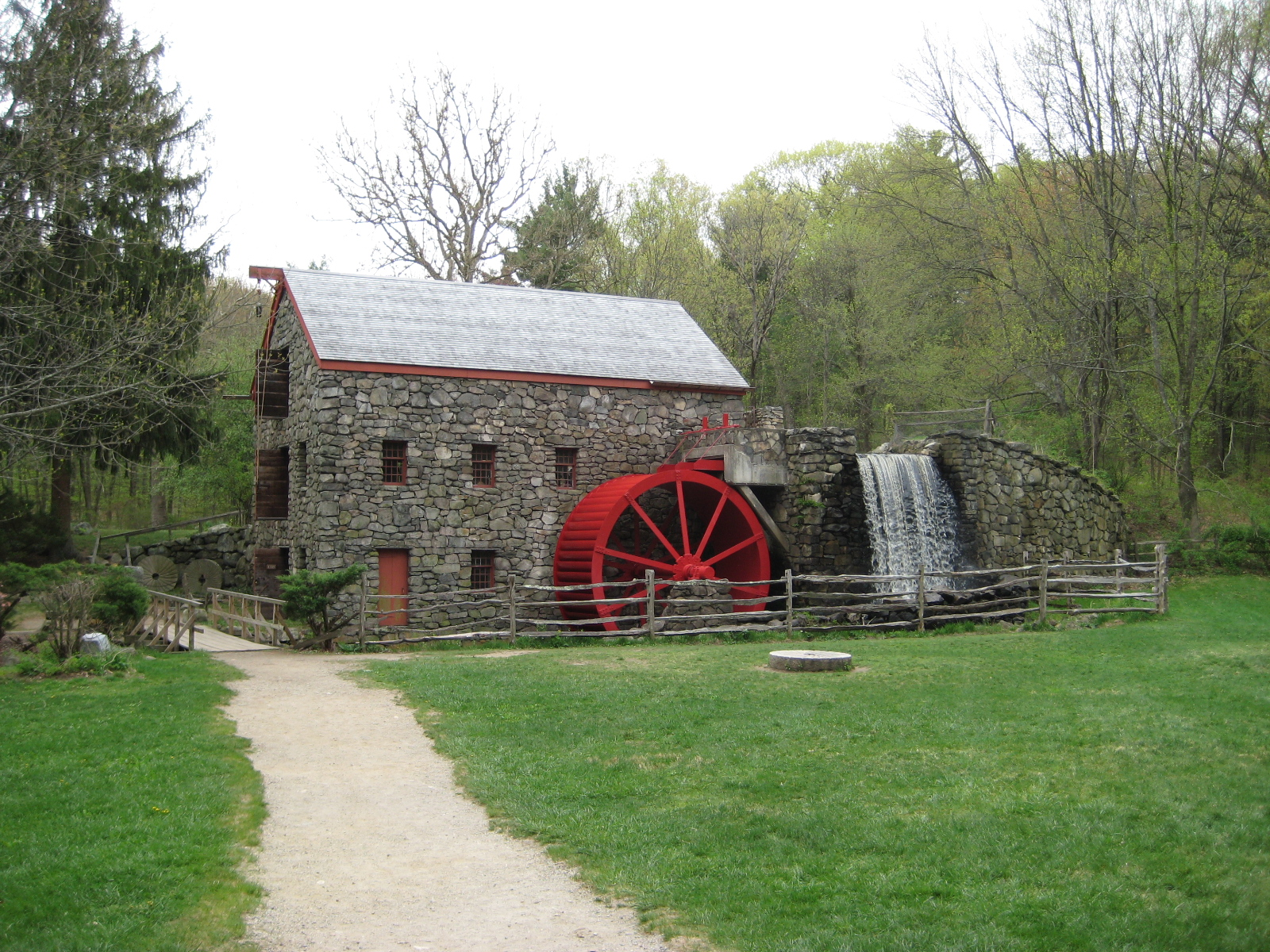
The grist mill at the Wayside Inn in سدبري  [لغات أخرى]‏
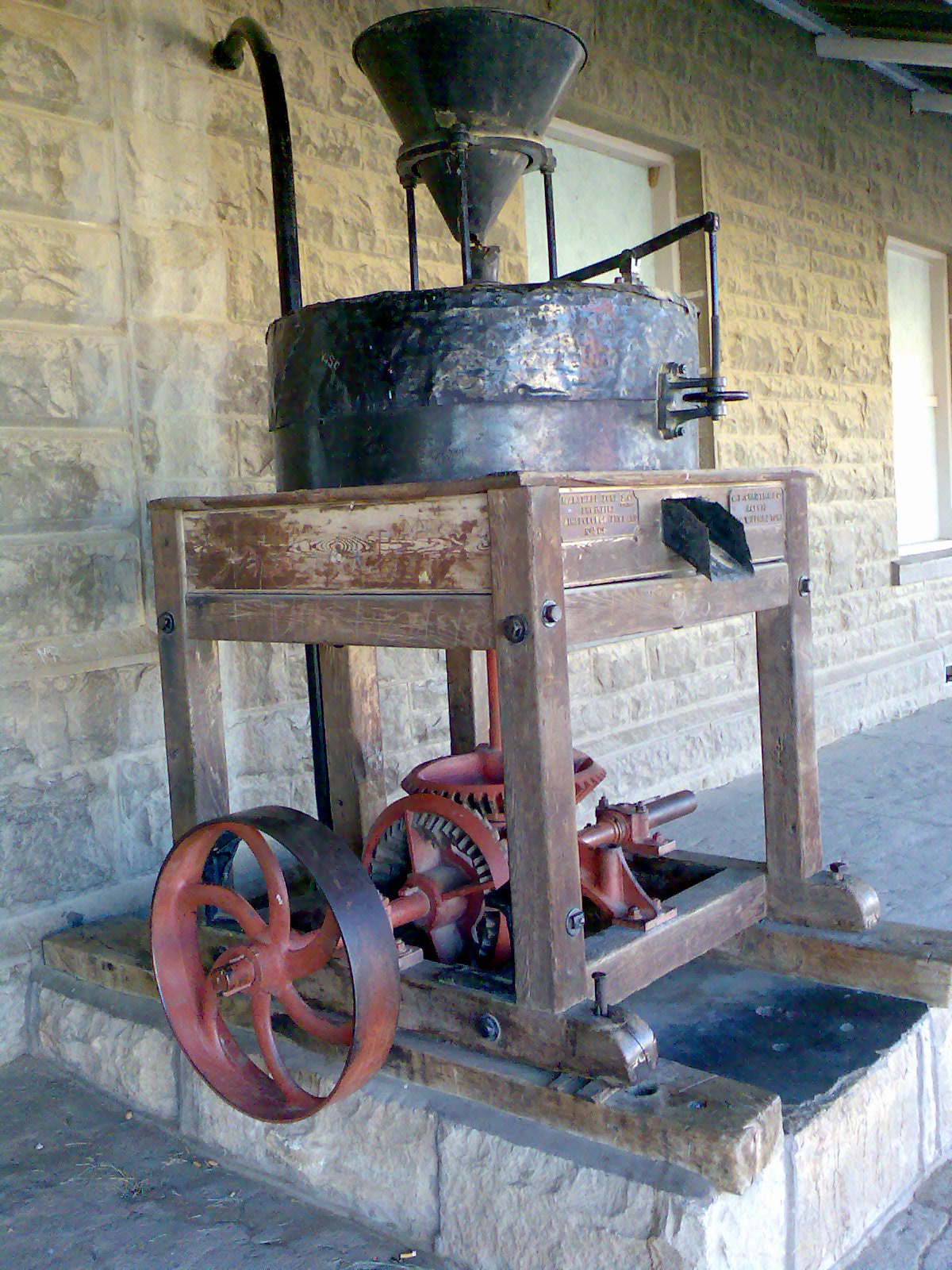
Grain mill with bevel gears outside local museum at Dordrecht
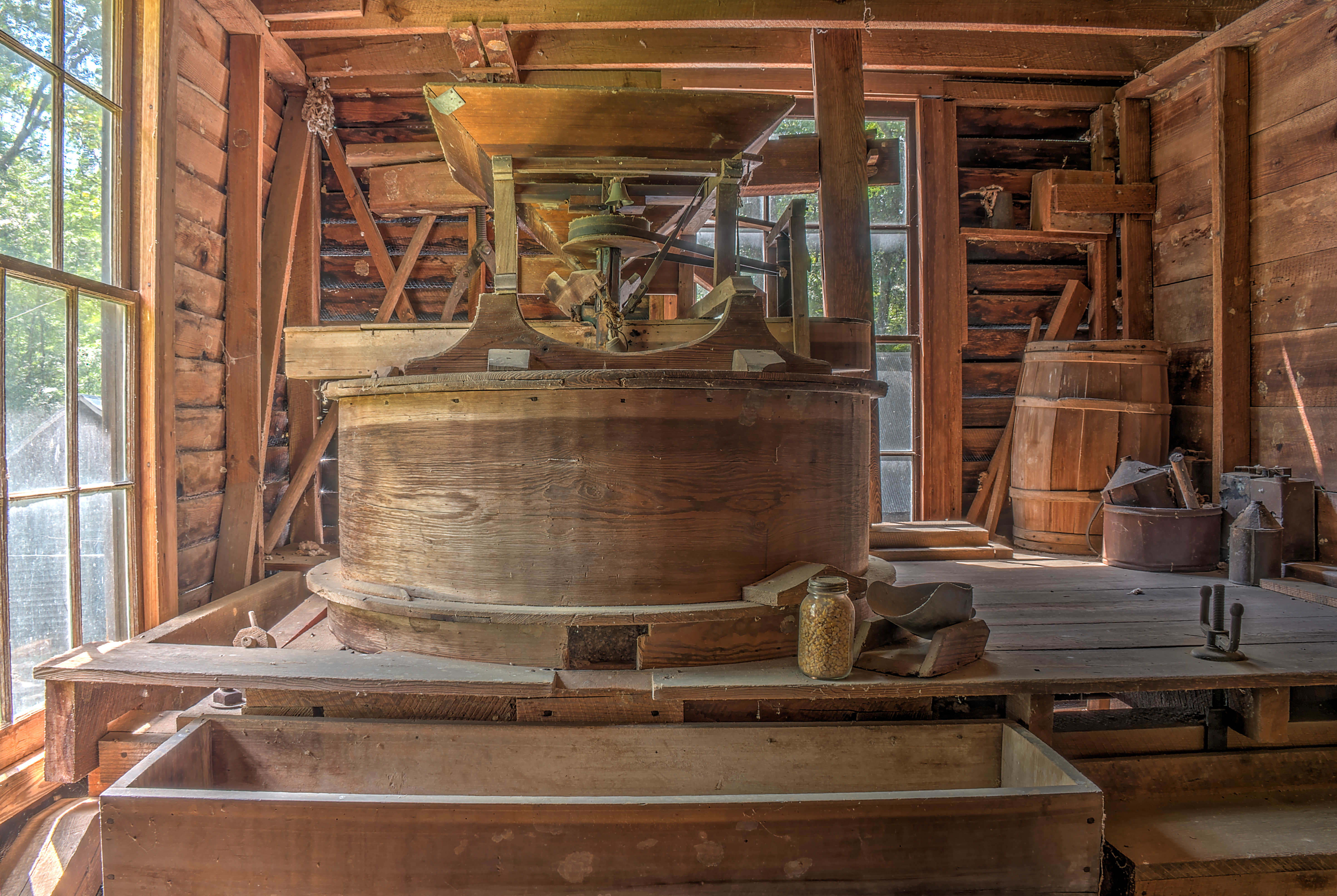
Grist mill at Jarrell Plantation, acquired 1899
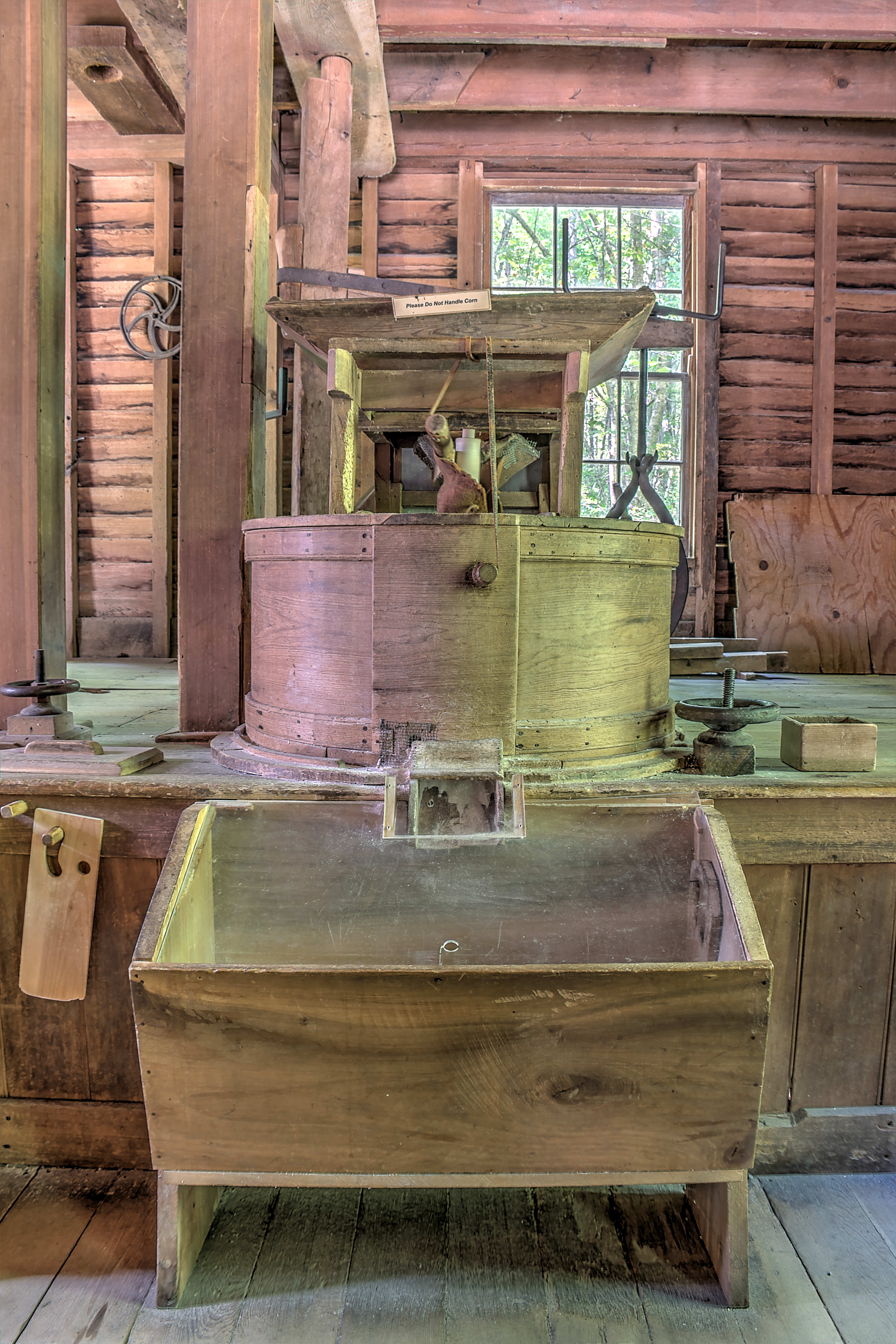
Water-powered corn mill at Mingus Mill